# Yordanka
Yordanka, Jordanka (bulgare : Йорданка) est un prénom féminin bulgare.

## Personnalités portant ce prénom
- Yordanka Blagoeva
- Yordanka Donkova
- Jordanka Fandakova

- Pour l'ensemble des articles sur les personnes portant ce prénom, consulter :
  - la liste des articles dont le titre commence par ce prénom
  - les listes produites par Wikidata : Liste des personnes de prénom « Yordanka » — même liste en incluant les éventuels prénoms composés qui contiennent « Yordanka ».